# Král se baví
Král se baví (1832, Le Roi s'amuse) je romantická veršovaná tragédie o pěti jednáních francouzského prozaika, dramatika a básníka Victora Huga. Svým námětem sahá hra do doby vlády francouzského krále Františka I., který je ve hře vylíčen ne jako státník, ale jako zhýralý feudál, kterému je vše dovoleno a který se nemusí ohlížet na zákony a morální zásady. Ve stejném duchu vylíčil Hugo i královský dvůr.
Po premiéře byla tragédie ministerským dekretem zakázána jako hra urážející dobré mravy a také proto, že tehdejší cenzura viděla v nemorálním dvoru Františka I. paralelu k režimu krále Ludvíka Filipa. Ještě roku 1832 vyšla hra knižně s autorovu předmluvou, ve které Hugo protestoval proti zákazu hry ve jménu umělecké a občanské svobody. Ve Francii byl pak Král se baví podruhé uveden až roku 1882.

## Obsah hry
Hlavní postavou tragédie je skutečná historická postava, šašek krále Františka I. Triboulet (1479–1536). Ve hře je zobrazen jako groteskní a kontrastní postava, jako nestvůrný hrbáč dvojnásob ponížený pro svůj chudý původ a pro svou ohyzdnost. Na královském dvoře vystupuje Triboulet jako zloduch napomáhající králi v jeho milostných avantýrách, v soukromí je milujícím otcem, který zbožňuje svou dceru Blanche a snaží se utajit její existenci, protože dobře ví, že by se tak jako jiné ženy u dvora stala brzo královou sexuální obětí. Spojuje tak v sobě grotesknost a vznešenost.
František však v přestrojení za prostého člověka a za použití falešných slibů Blanche svede a dvorští šlechtici ji pro královu zábavu unesou. Šašek se chce králi pomstít a zorganizuje jeho vraždu prostřednictví nájemného vraha. Blanche, která krále stále miluje, se nechá zabít místo něho. Triboulet tak zažije strašlivé překvapení, když v pytli, který táhne k Seině, nalezne namísto krále svou umírající dceru.
Tragédie vypovídá o lesku a bezstarostnosti, ale také o vnitřní prázdnotě a krutosti efektního života vybrané společnosti, o tragédii čistoty, stane-li se hříčkou pouhé zábavy a také o tom, že nenávist se obrací sama proti sobě a hubí právě to, co chtěla pomstít.

## Adaptace

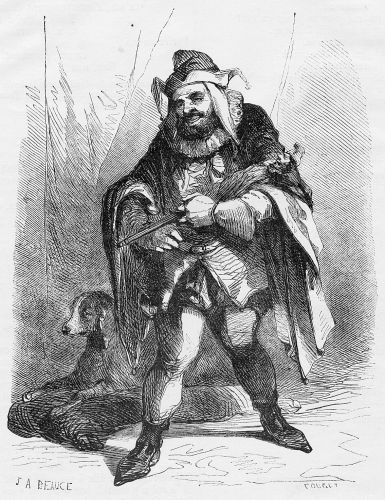
Triboulet, ilustrace ke knižnímu vydání, autoři Jean-Adolphe Beaucé a Georges Rouget

### Hudba
- Rigoletto, (1851), opera italského skladatele Giuseppe Verdiho. Libretista Francesco Maria Piave kvůli cenzuře přenesl děj do Mantovy a namísto francouzského krále zde vystupuje mantovský vévoda.

### Film a televize
- Rigoletto (1909), italský němý film, režie Giovanni Pastrone.
- A Fool's Revenge (1909), americký němý film, režie D. W. Griffith.
- The Duke's Jester or A Fool's Revenge (1909), americký němý film, režie J. Stuart Blackton.
- Le roi s'amuse (1909), francouzský němý film, režie Albert Capellani a Michel Carré.
- Der König amüsiert sich (1918), rakouský němý film, režie Jacob Fleck a Luise Fleck
- Il re si diverte (1941), italský film, režie Mario Bonnard.
- El rey se divierte (1944), mexický film, režie Fernando de Fuentes.
- Kráľ sa zabáva (1970), slovenský televizní film, režie Pavol Haspra.
- Král se baví (1998), televizní záznam Moravského divadla v Olomouci, režie Peter Gábor.[3]

## Česká vydání
- Král se baví, obsaženo ve sborníku Divadelní ochotník: repertorium soukromých divadel, Mikuláš a Knapp, Praha 1880, přeložil Jaroslav Lipnický.
- Král se baví, obsaženo v knize Dramata, SNKLU, Praha 1964, přeložil Gustav Francl.

## České inscenace (výběr)
- Král se baví, Moravské divadlo Olomouc 1997, přeložil Gustav Francl.[4]
- Král se baví, rozhlasová hra z roku 2002, přeložil Tomáš Vondrovic.[5]
- Král se baví, Divadlo na Vinohradech, Praha 2005, přeložil Tomáš Vondrovic.[6]